# Pókember-képregények
Stan Lee és Steve Ditko 1962 augusztusában alkotta meg a Marvel kiadó egyik legnépszerűbb főhősét, Pókembert.
A hálószövő szuperhős kalandjai az Amazing Fantasy 15. számában jelentek meg legelőször, amely a sugárfertőzött pók által megcsípett Peter Parker történetét kezdte elmesélni, aki ezen eseményt követően emberfeletti képességekkel megáldott, az emberek igazáért harcoló hőssé vált, s elindult világraszóló cselekményeivel meghódítani a képregény rajongóinak szívét nemcsak a tengerentúlon, hanem a világ valamennyi más pontján is. Az 5 évtized leforgása alatt Pókember rendkívüli népszerűségre tett szert, filmek, rajzfilmek, játékok sokasága készült róla, ott van az öltözetünkön, bögréinken, kulcstartóinkon, táskáinkon, torták és édességek díszítőeleme és még számos más módon kerül felhasználásra a Marvel-hős karaktere.
Számos érdekes témát, cikket szolgáltathat e hérosz, írni lehetne a legérdekesebb, legviccesebb vagy éppen a legkomorabb kalandjairól, a magánéletéről, más szuperhősökhöz fűződő viszonyáról, a legnagyobb ellenségeiről, de ebben a szócikkben egy rövid áttekintést adunk arról, hogy milyen fontosabb Pókember-kiadványok léteztek ezidáig.

## Amazing Fantasy
E képregény-antológia eredetileg Amazing Adventures címmel jelent meg 1961 júniusától, majd a 7. számot követően Amazing Adult Fantasy-re, a 15.-től kezdődően pedig Amazing Fantasy-re nevezték át. Az 1962. augusztusi 15-i számban jelent meg legelőször Pókember, majd ezzel meg is szűnt e kiadvány bő harminc évre. 
1995 decembere és 1996 márciusa között folytatódott az újság kiadása, Pókember főszereplésével, a 16. számtól kezdve, ám az a 18. résszel véget is ért.
2004 augusztusától újraindították a sorozatot, e történetekben Peter Parker már egyáltalán nem szerepelt, s a 20. számmal 2006 júniusában végleg elbúcsúzott az olvasóktól.

## The Amazing Spider-Man
Az Amazing Spider-Man 1963 márciusában jelent meg először, s kezdte el közölni Pókember kalandjait, havi rendszerességgel. A sorozat a 441. számmal, 1998 novemberében rövid időre véget ért, majd 1999 januárjától kezdődően újraindult a füzet az 1. számmal. Az újság ekkor a volume 2-es (röviden vol. 2) jelzőt kapta, ami második sorozatot jelent. 2003-ban, Pókember megalkotásának 40 éves évfordulója alkalmából a sorozatot „újraszámozták” és a 2. sorozat 58. (eredetileg ez lett volna a 499. szám) számát követően visszatértek a régi számozáshoz, így 2003 decemberében az 500. jubileumi rész jelent meg. E cím időközönként kéthetente jelent meg (2011 januárjától ismét kétheti lap), 2008 és 2010 között pedig havonta három szám került megjelentetésre belőle. A magyar kiadás gyakorlatilag végig az Amazing-címet követte, kevés olyan szám volt, amely ne tartalmazott volna legalább 1-1 történetet ebből a kiadványból.

## Marvel Team-Up
A következő rendszeresen megjelenő sorozat lényege az volt, hogy Pókember más szuperhősökkel vív meg közös kalandokat. Olykor egymás ellen harcoltak a hősök, olykor pedig összefogtak a szuperbűnözők ellen. 
Az 1972 márciusa és 1985 februárja között futó 1. széria 150 részéből mindössze kilencben nem szerepelt Pókember (Hulk és Fáklya „helyettesítette”).
A második sorozat a 11 részével 1997 szeptembere és 1998 júliusa között került kiadásra, kezdetben Pókember volt a főszereplője, ám a 8. számtól Namor, a Torpedó vette át a hálóhintázó hős helyét. 
A következő, harmadik, Robert Kirkman által írt Marvel Team-Up széria 2005 januárja és 2006 decembere között jelent meg, s a 25 részében Pókember főleg kevésbé ismert Marvel-karakterekkel küzdött együtt (a sorozat nem mindegyik részében tűnt fel Pókember).
1995 decembere és 1997 júniusa között egy 7 részes Spider-man Team-Up cím is megjelent, hasonló céllal, mint a Marvel Team-up, ám nem váltotta be a hozzá fűzött reményeket, s hamarosan megszűnt. A Marvel Team-up 1. sorozatát, megszűnését követően, a Web of Spider-man kiadvány „váltotta fel”.

## The Spectacular Spider-Man
Miután Peter Parker kalandjai egyre népszerűbbek lettek, az olvasók igényeit egy újabb kiadvánnyal kellett kielégíteni. E széria, amely 1976 decemberében indult, kezdetben a Peter Parker, The Spectacular Spider-Man elnevezést viselte, majd 1988 januárjától rövidítettek a címen, s csak The Spectacular Spider-Man volt az újság elnevezése (az 1988. januári, 134. szám már nem viselte a Peter Parker jelzőt). E képregény 263 számot élt meg, s 1998 novemberében szűnt meg. 
2003 szeptemberétől újraindították a sorozatot, The Spectacular Spider-Man vol. 2 (volume 2=2. sorozat) címen, ám e széria már nem volt annyira sikeres, mint az elődje. Mindössze 27 számot élt meg, majd 2005 júniusában végleg megszűnt.

## Web of Spider-Man
1985 áprilisától egy újabb sorozat indult a hálószövő főszereplésével, a Web of Spider-man. E széria 129 számot élt meg, s 1995 októberében szűnt meg. Legismertebb alkotója Alex Saviuk volt, aki 1988 és 1994 között közel 80 számot rajzolt meg e címben. 
2009 októberében újraindult a sorozat Web of Spider-man vol. 2 (2. sorozat) elnevezéssel, ám összesen 12 számot élt meg, s 2010 szeptemberében megszűnt.

## Spider-man (Peter Parker: Spider-Man)
E Pókember-sorozat 1990 augusztusától 1998 novemberéig futott, s összesen 98 számot élt meg. A 75. számtól a sorozatot „átnevezték”, s annak új címe Peter Parker: Spider-Man lett. E szérián olyan alkotók dolgoztak, mint Todd McFarlane (#1-14 és a #16 számok rajzolója), Erik Larsen, Tom Lyle (#44-61 számok rajzolója) és John Romita Jr. 
A megszűnést követően csak idő kérdése volt, hogy mikor indítják újra a sorozatot. A 2. széria (vol. 2=volume 2) 1999 januárjától 2003 augusztusáig jelent meg, s az 57. számmal búcsúzott el az olvasóktól.

## Spider-Man Unlimited
E cím alatt 3 sorozat is futott egykoron, az első 1993 májusától 1998 novemberéig, s 22 számot élt meg. 
A 2. sorozat 1999 októberében indult, s 2000 áprilisában az 5. számmal búcsúzott az olvasóktól (e széria az azonos nevű rajzfilmsorozaton alapszik, s egy alternatív univerzumban játszódik). E 2 sorozatból semmi sem jelent meg Magyarországon, legalábbis ezidáig. 
A 3. sorozat 2004 januárjától 2006 júliusáig jelent meg, s a 15. számmal szűnt meg (többnyire kevésbé ismert alkotók dolgoztak a füzeten, s 2 történetet közölt egy-egy füzet). Hazánkban ez utóbbi szériából jelentek meg kisebb történetek (lásd: Pókember és a Fekete Macska különszámok valamint A Hihetetlen Pókember 1. sorozat 21. száma), teljes füzet közlésére azonban nem volt lehetőség.

## Untold Tales of Spider-Man
1995 szeptembere és 1997. október között havonta megjelenő sorozat volt, amely összesen 25 számot élt meg (e cím alatt megjelent egy Mínusz 1-es szám is). A füzetekben közölt történetek Pókember fiatalabb éveiben játszódnak.

## The Sensational Spider-Man
A Web of Spider-man megszűnését követően új címen indítottak sorozatot 1996 januárjától, amely az annak helyén keletkezett „űrt” próbálta betölteni. E kiadvány 33 számot élt meg (emellett megjelent még egy 0. és mínusz 1-es szám is belőle), s 1998 novemberében köszönt el az olvasóktól. Főleg a pókklón, Ben Reilly, kalandjait hívatott közölni e cím.
2006 áprilisától „újraindult” vagy inkább folytatódott a sorozat a 23. számmal kezdődően, mint a Marvel Knights: Spider-Man széria örököse, ám így sem érhetett meg túl hosszú kort, mivel 2007 decemberében a 41. részben közölt One More Day-történettel végleg elbúcsúztak e címtől.

## Webspinners: Tales of Spider-Man
Ezen 1999 januárjától 2000 júniusáig megjelenő sorozat 18 számot élt meg. A Csodálatos Pókember 120. számától közölték a történeteit, de a magyar kiadás megszűnése miatt csak a 8. számig jutott el. A három részes A híd című történet közlése félbeszakadt (csak az első két része jelent meg hazánkban) a 127. számmal.

## Spider-Man's Tangled Web
E 22 részes Pókemberről szóló képregény-sorozatban Pókember nagyobbrészt mellékszereplőnek számított, kevés oldalon tűnt csak fel. Valamennyi akkor futó Pókember-széria közül a leggyengébben teljesített, ezért a 2001 júniusa óta havonta megjelenő lapot 2003 márciusában megszüntették.

## Marvel Knights: Spider-Man
22 részes 2004 júniusa és 2006 márciusa között megjelenő képregénysorozat, amely nagyobbrészt az idősebb korosztály számára készült. A 23. számtól kezdve új elnevezést kapott a sorozat, The Sensational Spider-Man lett a címe. Magyarországon megjelent e kiadvány első 12 része a Kingpin kiadó Marvel Könyvek: Pókember köteteiben, valamint az utolsó 4 szám is, amely a Morlunhoz kötődő történetet dolgozta fel (Pókember - A másik: Morlun visszatér és Pókember - A másik: Evolúció kötetek).

## Friendly Neighborhood Spider-Man
A 2005. októberétől 2007. októberéig futó Friendly-sorozat 24 számot élt meg (utolsó részében a One More Day-cselekmény egyik részét közölték), történeteit nagyrészt Peter David írta. Hazánkban e szériából eddig csak A Másik című történet e sorozatban megjelent számai kerültek kiadásra.

## Avenging Spider-Man
A legújabb, 2012 januárja óta megjelenő Pókember-sorozat, hasonlít a Marvel Team-Up füzetekre, itt is Pókember összefog más hősökkel céljának eléréséért. Ez az első alkalom, hogy 2008. decemberét követően (Friendly Neighborhood Spider-man és a The Sensational Spider-Man címek megszűnése) egy másik Pókember füzet is megjelenik havi rendszerességgel az Amazing Spider-Man mellett, amely a Marvel-fősodorban játszódik.
A fentebb ismertetett címek a Marvel kiadó „fősodrában” játszódnak. 
Létezik még e mellett számos olyan sorozat is, amelyek alternatív világokba nyújtanak számunkra betekintést, tehát semmi kapcsolatuk nincs a fentebb közölt címekhez, történetekhez. A Csodálatos Pókember 2. sorozata az Ultimate Spider-man képújságokat közölte, s egy másik Föld Peter Parkerének ifjúkorába ad számunkra betekintést.

## Marvel Age: Spider-Man
A 2004 májusa és 2005 márciusa között megjelenő 20 részes sorozat egy „remake-szériának” tekinthető. A korai, Stan Lee által írt, Amazing Spider-Man számait dolgozzák fel az egyes részekben, új szöveg és új rajzok kíséretében.

## Marvel Adventures Spider-Man / Spider-Man Marvel Adventures
A 2005 májusa és 2010 májusa között megjelenő 61 részes Marvel Adventures Pókember-cím elsősorban a fiatalabb korosztály és a kisgyermekek számára készült. Kezdetben itt is Stan Lee által alkotott Peter Parker képregények újrafeldolgozásával találkozhatott az olvasó, de hamarosan teljesen új, korábban még nem publikált történetek közlésére tértek át e címben.
2010 júniusában újraindult a sorozat, Spider-Man Marvel Adventures címmel. 

## Spider-Man: The Manga
Pókember karaktere japán alkotókat is megihletett, s 1970 januárja és 1971 szeptembere között a Marvel-szuperhős ázsiai környezetben játszódó, manga-változata is elkészült. A kezdetben amerikai történeteken alapuló Pókember-kalandok fokozatosan eltávolodtak eredeti forrásanyaguktól, s olykor durva, a szexualitást is nyíltan ábrázoló képi világgal jelentek meg. A Marvel kiadó Amerikában 1997 decembere és 1999 áprilisa között, az olykor túlzottan erőszakos elemeket magában foglaló kiadvány, cenzúrázott változatát jelentette meg, ám nem végig. A 13 Japánban kiadott történetből 8 jelent meg az Egyesült Államokban, a kilencedikből a sorozat megszűnése miatt csak egy rész jelenhetett meg.

## Spider-man 2099
A 2099-es esztendőben zajló történetekben Miguel O'Hara (az első latin-amerikai felmenőkkel rendelkező Pókember), egy genetikus, kalandjait ismerhetjük meg, aki abban az időfolyamban Pókemberként tevékenykedik. A 46 részes sorozat 1992 novembere és 1996 augusztusa között jelent meg.

## Ultimate Spider-Man / Ultimate Comics Spider-man
Az Ultimate-világot a 2000-es évek elején teremtették meg, azzal a céllal, hogy olyan új Pókember-olvasókat, rajongókat szerezzenek, akiknek nehezen sikerült volna bekapcsolódnia az 1962 óta folyamatosan megjelenő különböző címek történetfolyamába. 1962 óta több ezer Pókemberhez kötődő kiadvány jelent már meg, így azoknak nemcsak az elolvasása, de még az összegyűjtése is komoly feladat lett volna (még ha digitálisan könnyen be is lehet szerezni ezeket, de papír alapon ez különösen nehézkes és költséges feladat lenne). Létrehoztak egy új sorozatot, amely a „kezdetektől” indult, így az akkor újonnan bekapcsolódó olvasóknak semmi fajta előismeretre nem volt szüksége. Ezzel párhuzamosan a klasszikus karakterekhez képest egy fajta modernebb, más személyiségű főszereplőket és történeteket alkottak meg.
Pókember újvilági kalandjai 2000. októberében kezdődtek, s egészen 2009 júliusáig jelentek meg Amerikában. Ezen időszak alatt 133 szám jelent meg e sorozatban. Az utolsó számokban megjelenő Ultimátum című történet az Ultimate Spider-man Requiem elnevezésű füzetekben folytatódott. A széria valamennyi számát Brian Michael Bendis írta, rajzolója pedig Mark Bagley (az első 111 szám elkészültében működött közre) és Stuart Immonen volt (a 111. számtól vette át a rajzolást a 133. számig). Habár úgy tűnt, hogy Amerikában véget ér e széria, ám mint később kiderült, újraindították/folytatták azt Ultimate Comics Spider-man címmel. Az előzőekben említett széria 15 számot ért meg, majd újraszámozás keretében a 150. számmal folytatódott a kiadvány (mintha az első amerikai sorozat meg se szűnt volna). A Peter Parker halálával végződő 160. számmal, rövid időre, újra véget értek az amerikai újvilági-Pókember történetek.
2011 szeptemberétől elindult az Ultimete Comics Spider-Man 2. sorozata, amelyben immáron egy új Pókember, Miles Morales, egy afro-amerikai és latin-amerikai felmenőkkel rendelkező szuperhős kalandjaival ismerkedhetünk meg.
Magyarországon A Csodálatos Pókember 2. sorozatában kerültek közlésre az ezen Pókemberhez kapcsolódó cselekmények. Valamennyi 1. sorozatbeli Ultimate Spider-man újság kiadásra került hazánkban a Semic kiadó révén. 133 Ultimate Spider-man, 2 Ultimate Spider-man Annual (ebből 3 szám jelent meg Amerikában, de a 3. rész nem jelent meg nálunk), és a sorozatot lezáró 2 Ultimate Spider-man: Requiem képregény jelent meg a 2001 májusa és 2010 decembere között megjelenő A Csodálatos Pókember 2. szériájának 90 számában.

## Magyar Pókember-történelem
Kertész Sándor Comics szocialista álruhában című művében arról olvashatunk, hogy Magyarországon ugyan tiltották a különféle szuperhősös képregények megjelentetését a kommunista időszak alatt, ám külföldi nyelvű képújságok hazánkban történő nyomtatásához hozzájárult a regnáló hatalom. Az 1960-as, 1970-es évektől kezdődően a Zrínyi és Alföldi nyomdákban számos képregény készült el a Skandináv és németalföldi országok olvasóközönsége számára. Előbbi nyomda a külföldi Semic kiadó sajtótermékeit készítette, köztük olyan címeket, mint a Pókember, X-Men stb. A nyomdák mindig nagyobb példányszámban készítették el a kért képregényeket azért, hogyha hibás példányok kerülnek a szállítmányba vagy a szállítás során sérülnek, pótolni lehessen azokat hibátlan állapotúakkal. Természetesen nem minden esetben kellett felhasználni a „tartalék-példányokat”, így azokat a külföldi megrendelő döntése alapján szét lehetett osztani a dolgozók között vagy el lehetett ajándékozni. Illegális úton is kikerült számos példány a nyomdákból.
A külföldön dolgozók, nem egy esetben, képregényekkel tértek haza hosszú „kiküldetésükből”. A komikok, miután feleslegessé váltak, sokszor az antikváriumokban kötöttek ki, így még többen hozzájuthattak e külföldi nyelven íródott és sokak által alig értett füzetekhez. Az első magyar nemzedék ily módon ismerte meg a szuperhősök és köztük is Pókember kalandjait. 
A hálószövő szuperhős első magyarországi, magyar nyelvű, megjelenésére 1989-ig kellett várni, az Alfa című kiadvány különszámában, A Monolit bosszúja című történetben találkozhattak vele legelőször az olvasók. 
Ugyanezen esztendő májusától kezdődően a magyar Semic Interprint kiadó havi rendszerességgel, 32 oldalon, közölni kezdte Peter Parker történeteit A Csodálatos Pókember (1. sorozat) című kiadványban. A füzet lapjain nemcsak Pókemberrel találkozhattak, hanem számos más szuperhős, mint például Köpeny és Kard, az X-Men csapata, Rozsomák és a Megtorló önálló kalandjaival is megismerkedhettek az érdeklődők. E széria a 120. számától (1999. május) kezdődően megnövelt lapszámmal jelent meg (a 120. jubileumi szám 96 oldalas, az utána következők 76 oldalasak voltak), ami a kiadvány árának drágulásával járt. Sajnos a szuperhős-füzetek iránt csökkenő érdeklődés és a folyamatosan visszaeső vásárlószám nem tudta fenntartani a lapot, így az 1999 decemberében a 127 számmal megszűnt. 
Másfél évvel később, 2001 májusában, újraindult a lap, amely szintén A Csodálatos Pókember (2. sorozat), elnevezést viselte. E sorozat, a már fentebb ismertetett, újvilági Ultimate Spider-Man című lapból átvett történeteket közölte az 1. számtól, sorrendben, minden fajta kihagyás nélkül. A 2010. decemberéig, kezdetben kéthavonta, majd havonta megjelenő sorozat 90 számot ért meg, majd megszűnt.
E közben 2005 októberétől az olasz Panini kiadó magyar leányvállalata, a Panini Comics Magyarország, egy új, havonta megjelenő, Pókember képregény-sorozatot indított hazánkban, A Hihetetlen Pókember (1. sorozat) címmel. A kiadvány 1. részében közölt történet bő 2 évvel A Csodálatos Pókember (1. sorozat) 127. számában megjelentetett cselekmények után játszódik. 2008 januárjában, mindössze 27 számot követően, végleg elbúcsúzott az olvasóktól e sorozat. 
A Panini-füzetekben közölt Pókember történetfolyam közlését nem sokkal ezután a Kingpin kiadó vette át, s könyvesbolti forgalomban kapható képregény-kötetekben jelentette meg Peter Parker fontosabb kalandjait egészen 2011 januárjáig.
Ekkor, kis időre, a Semic kiadóhoz kerültek Pókember fősodorbeli cselekményének közlési jogai, mivel A Csodálatos Pókember 2. sorozatában bemutatott Ultimate Spider-Man című füzetek folytatását vállalhatatlannak tartotta, főleg annak a közvéleményt megosztó rajzai miatt. 
2011 februárjától jelent meg A Csodálatos Pókember 3. sorozata, amely csupán 2 számot élt meg, mivel időközben végelszámolási eljárást indítottak a Semic kiadó ellen, amely így nem tudta folytatni a szuperhős történeteinek kiadását. Hosszú ideig úgy tűnt, hogy végleg elbúcsúzhatnak Pókember magyarországi rajongói az újságárusoknál kapható, idősebb korosztály számára szóló képregényektől, ám a 2011-es őszi, budapesti képregénybörzén a Kingpin kiadó bejelentette, hogy folytatja a sorozat közlését „füzetes formában” a következő esztendőben. 
Az új széria 2012. februárja óta, kéthavonta jelenik meg, A Hihetetlen Pókember (2. sorozat) címmel.
2012 augusztusától egy újabb füzetes Pókember-képregény került kiadásra, a Kingpin kiadó révén, címe: Peter Parker Pókember. Ezen, évente 6 alkalommal, alacsony példányszámban megjelenő képújság, gyűjtői kiadvány, azaz kereskedelmi forgalomban nem kapható, kizárólag képregényes eseményeken, illetve a kiadónál hozzáférhető. Célja, hogy olyan cselekményekkel ismertesse meg a Pókember-képregények rajongóit, amelyek a régi, A Csodálatos Pókember 1. sorozatából, valamilyen okból kifolyólag kimaradtak. A füzetekben közölt történetek az 1980-as évektől kezdődően válogatnak, s közlik a kor legjobb, Magyarországon addig nem megjelent, Pókember kalandjait.
A rendszeresen megjelenő füzetek mellett más képregényekben illetve képregény-kötetekben, különszámokban, időszaki kiadványokban, is feltűnt Pókember.
Az 1991-től 1997-ig megjelenő Transformer(s) című képregény-sorozat 2. számában Peter Parker és az Alakváltók közös történetét láthatjuk. Az 1992 és 1997 között futó X-Men 1. számán a „Pókember barátai” feliratot olvashatjuk, igaz, a hálószövő nem tűnik fel a történetben, míg az 5. számban már egy közös kaland szemtanúi lehetünk. A Marvel Extra 1993-as 1. részében újfent Pókemberrel találkozhatunk, aki a Bosszú Angyalaival összefogva küzd meg a szuperbűnözőkkel. A titkos háború és a Kraven utolsó vadászatának több „epizódja” is az X-Men és Marvel Extra füzeteiben került közlésre, nem beszélve arról, hogy számos részben pár képkocka erejéig is felbukkant Pókember e kiadványokban (pl.: Marvel Extra 13. és X-men 23. szám). 
A Superman és Batman lapjain is vendégszerepelt Pókember néhány szám erejéig, azokban a történetekben, ahol a DC kiadó hőse, Superman a Marvel kiadó hírességével alkotva egy csapatot próbálja meg legyőzni közös ellenfeleiket.
A Semic-időszak alatt 9 különszám is napvilágot látott, 2 album, a Pókember és a Démonirtó, valamint a Pókember és a Sólyom, az első két a 2000-es évek elején bemutatott film képregény-változata, a Pókember: A sors hálójában, a Sikoly és a Csodálatos Pókember, a Pókember és Batman című kiadványok, valamint a már Kingpin és Semic kiadók együttműködésével megjelentetett Pókember és a Fekete Macska 2 száma.
A Kingpin kiadó eddig 8 olyan kötetet adott ki, amely kizárólag Peter Parkerrel foglalkozik (a Marvel Könyvek-sorozat 3 része: Holtak között, Venom és a Végső harc, A hihetetlen Pókember: A múlt emlékei, A hihetetlen Pókember: Az Új Bosszú Angyalai? a Pókember: A Másik 2 kötete valamint A Vadász lelke című kiadványokat).
Számos más Marveles Kingpin-könyvben is feltűnik a hálószövő szuperhős, akár, mint főszereplő, akár mint mellékszereplő. 
Összességében kijelenthető, hogy közel 300 olyan magyar képregény létezik már, amelyben szerepel Pókember, s amelyekből válogathatnak a szuperhős magyarországi rajongói.

## Külső hivatkozások
Db.kepregeny.net magyar képregény-rendszerező oldal Archiválva 2007. szeptember 27-i dátummal a Wayback Machine-ben
A Kingpin kiadó hivatalos honlapja